# Lepthyphantes allegrii
Lepthyphantes allegrii là một loài nhện trong họ Linyphiidae.
Loài này thuộc chi Lepthyphantes. Lepthyphantes allegrii được Lodovico di Caporiacco miêu tả năm 1935.